# Odert Reuter
Ernst Odert Reuter, född 8 oktober 1815 i Oravais, död 11 maj 1890 i Ekenäs, var en finländsk präst och författare. Han var far till Ossian och Jonatan Reuter.
Reuter anslöt sig under studieåren till pietisterna, prästvigdes 1840, men avlade på grund av sin övertygelse aldrig pastoralexamen. Han verkade från 1859 som kaplan i Ekenäs och utgav religiösa noveller och annan uppbyggelselitteratur, delvis tryckt på eget tryckeri.